# Blello
Blello [ˈblɛlːo] (Blèl [ˈblɛl] in dialetto bergamasco) è un comune italiano sparso di 70 abitanti della provincia di Bergamo in Lombardia.
Situato in valle Brembilla, laterale della Val Brembana, dista circa 31 chilometri a nord dal capoluogo orobico.
Con i suoi 70 abitanti è il comune meno popolato della provincia. Fa parte della Comunità montana della Valle Brembana.

## Storia
Recenti studi farebbero risalire i primi insediamenti stabili addirittura all'epoca romana: tale ipotesi è suffragata dall'origine etimologica del nome, che deriverebbe dal nome proprio di persona Bellelo.
Già allora il territorio era cosparso di innumerevoli agglomerati urbani di minuscole dimensioni, caratteristica che il paese ha mantenuto nel corso dei secoli. Le località Brevieno, Ghisalerio  ed appunto Blello (oltre a numerosi casolari sparsi), che compongono il territorio comunale, sono unite idealmente tra loro dalla chiesa parrocchiale, dedicata all'Annunciazione di Maria. Edificata nel corso del XVIII secolo sul Monte Faggio, e ristrutturata un secolo più tardi, presenta opere pittoriche dei pittori locali Quarenghi e Pollazzo.
Nel corso dei secoli, Blello ha sempre mantenuto le caratteristiche di un piccolo borgo montano, con un numero limitato di abitanti, per lo più dediti a vivere di ciò che la natura forniva loro.
Conseguentemente le attività principali sono sempre state quelle del pastore, dell'allevatore, del boscaiolo e del carbonaio, ovvero colui che trasformava la legna in carbone vegetale.
Poche sono quindi le informazioni storiche del paese che parecchi secoli fa gravitava politicamente nell'orbita della Valle Imagna: ora inserito nel contesto sociale ed economico della Valle Brembilla, dipende amministrativamente dalla Val Brembana.
Si sa comunque che i piccoli borghi che compongono Blello furono soltanto marginalmente interessati dalle lotte di fazione, avvenute in epoca medievale, tra guelfi e ghibellini. Qui infatti non si verificarono episodi di cronaca, anche se spesso persone dei paesi vicini, in fuga dalle persecuzioni perpetrate dall'una o dall'altra parte, si rifugiavano in questi posti isolati.
Gli abitanti stessi infatti, al pari di quelli del vicino comune di Gerosa, cercarono sempre di mantenersi estranei alle dispute di potere, cosa che garantì loro tranquillità al riparo da scontri e ritorsioni sia durante le suddette lotte, sia dopo l'avvento della Repubblica di Venezia.
I secoli successivi non videro fatti di rilievo coinvolgere la piccola comunità che, forte del proprio isolamento, seguì le vicende del resto della provincia senza parteciparvi in modo diretto.
A partire dal XX secolo il paese cominciò a risentire di una forte emigrazione dei propri abitanti, attratti da maggiori opportunità professionali ed economiche fuori dal territorio comunale, facendo diventare Blello il comune più piccolo di tutta la provincia.
Recentemente la diversificata occupazione economica e un migliorato assetto viario, che permette la comunicazione con la Valle di Brembilla e la Valle Imagna, consentono a chi non vuole perdere le proprie origini potendo accedere alle strutture dei centri più vicini. Questo ha permesso un piccolo sviluppo del turismo, adatto a chi vuole godersi la tranquillità della natura ammirando il panorama di tutta la piccola vallata.

### Simboli
Lo stemma è stato riconosciuto con D.C.G. del 17 ottobre 1932.
La Madonna dell'Annunciazione è titolare della chiesa parrocchiale e patrona della comunità. Il bandato d'oro e d'azzurro e la fascia diminuita di rosso sono emblema della Val Brembilla, che comprendeva gli ex comuni di Gerosa e di Brembilla.

## Società

### Evoluzione demografica
Abitanti censiti

|a16 = 2019

## Amministrazione
| Periodo          | Periodo          | Primo cittadino         | Partito                            | Carica  | Note |
| ---------------- | ---------------- | ----------------------- | ---------------------------------- | ------- | ---- |
| 11 luglio 1988   | 17 giugno 1993   | Mario Christian Zanardi | Lista civica                       | Sindaco |      |
| 22 novembre 1993 | 17 novembre 1997 | Mario Christian Zanardi | Movimento Sociale Italiano         | Sindaco |      |
| 17 novembre 1997 | 28 maggio 2002   | Mario Christian Zanardi | Lista civica                       | Sindaco |      |
| 28 maggio 2002   | 6 maggio 2012    | Dante Todeschini        | Lista civica                       | Sindaco |      |
| 7 maggio 2012    | in carica        | Luigi Mazzucotelli      | lista civica Blello Prima di Tutto | Sindaco |      |